# Seethen
Seethen este o comună din landul Saxonia-Anhalt, Germania.